# Anna Eborn
Anna Eborn (født 1. februar 1983 på Skaftö (sv)) er en prisvindende svensk filminstruktør. Hun er kendt for at lave dokumentarfilm om ekstraordinære mennesker og deres kulturer rundt om i verden.

## Filmografi
- Baba, kortfilm fra 2010
- Pine Ridge, dokumentar fra 2013
- Zmiivka, kortfilm fra 2014
- Epifanía, dokumentar fra 2016
- Lida, dokumentar fra 2017
- Transnistra, dokumentar fra 2019[3][2]

## Hædersbevisninger
- 2014: Dragon Award, Göteborgs filmfestival for Pine Ridge.
- 2019: Big Screen Competetion Award, Rotterdam film festival, for Transnistra.
- 2019: Dragon Award for Transnistra, Best Nordic Documentary, Göteborgs filmfestival.
- 2020: Guldbagge for bedste dokumentarfilm for Transnistra.[2]